# Премия Комсомола Чувашии имени М. Сеспеля
Премия Комсомола Чувашии имени М. Сеспеля — существовавшая с 1967 по 1991 год премия обкома комсомола Чувашской АССР, вручавшаяся за лучшие произведения в области литературы, искусства и исполнительское мастерство.
Автором нагрудного знака «Лауреат премии Комсомола Чувашии им. М. Сеспеля» был чувашский художник Орест Иванович Филиппов.

## История
Премия учреждена бюро Чувашского обкома ВЛКСМ 24 декабря 1966 года для поощрения писателей, композиторов и художников за создание произведений о комсомоле и молодежи республики.
Премия была названа именем чувашского поэта Михаила Сеспеля. Присуждение премии проводилось ежегодно 29 октября — в День рождения ленинского комсомола. Имена лауреатов заносились в Книгу Почета обкома ВЛКСМ.
Деятели литературы и искусства, удостоенные премии комсомола Чувашии им. М. Сеспеля, награждались дипломом лауреата, нагрудным значком с изображением Михаила Сеспеля и денежной премией.
В 1977 году было решено учредить две ежегодные премии комсомола Чувашии им. М. Сеспеля. В 1985 году следующую премию решили присудить лишь в 1987 году и далее присуждать один раз в два года по две премии. В 1991 году премия упразднена.
В Чувашской АССР существовало премии в области творчества: государственная имени Константина Иванова, обкома комсомола имени Михаила Сеспеля и премия Союза журналистов Чувашии имени Семена Эльгера; в 1983 году к ним добавилась премии имени Васьлея Митты.

## Требования к произведениям
Произведения, выдвигаемые на соискание премии, должны были быть «высокоидейными, значительными по художественному мастерству, вдохновенно рассказывать о мужестве и героических делах молодого поколения республики в борьбе за построение коммунистического общества, раскрывать богатый духовный мир и высокие моральные качества юношей и девушек, их стремление беззаветно служить партии, народу, Родине, делу Ленина…».
На соискание премий принимались произведения, опубликованные за последние три года, но не позднее, чем 1 декабря предыдущего года. К рассмотрению принимались произведения и творческие работы авторов и исполнителей, возраст которых не превышал 40 лет.
Премии присуждались:
- за лучшие произведения художественной литературы (роман, повесть, пьеса, сборник стихов, поэма);
- за лучшие произведения детской литературы (роман, повесть, пьеса, сборник стихов);
- за лучшие произведения музыкального искусства (песня, опера, симфонические произведения);
- за лучшие произведения изобразительного искусства (живопись, графика, плакат, декоративно-прикладное искусство, скульптура, монументальное искусство);
- за лучшие произведения театрального искусства (театральные спектакли, за создание яркого образа молодого современника).

## Лауреаты
С 1967 по 1991 годы премии были удостоены 14 коллективов культурно-просветительных учреждений, 13 поэтов, 6 прозаиков, драматург, литературный критик, 6 художников, 6 артистов и режиссёров, 3 композитора, 2 солиста балета, 3 солиста оперы, 3 эстрадных певца, 7 представителей других профессий (всего 51).
Среди коллективов — лауреатов премии:
- Чувашский государственный театр юного зрителя имени М. Сеспеля
- Газета «Танташ»
- Ансамбль «Сувар» (1987)
- Ансамбль народного танца Чебоксарского дворца пионеров[2]

Персонально премии вручены:
| - Агаков, Леонид Яковлевич (1967) - Азамат, Светлана Васильевна (1989) - Айдаш, Юрий Григорьевич (1980) - Афанасьев, Порфирий Васильевич (1982) - Быков, Борис Петрович (1978) - Васильев, Александр Георгиевич (1987) - Воробьёв, Алексей Александрович (1972) - Галкина, Валентина Митрофановна (1968) - Григорьев, Николай Данилович (1970) - Григорьева, Нина Ильинична (1967) - Емельянов, Анатолий Викторович (1975) - Заломнов, Пётр Дмитриевич (1978) - Захаров, Виталий Николаевич (1980) | - Збанацкий, Григорий Олиферович (1967) - Иванов, Иван Геннадьевич (1983) - Краснов, Георгий Васильевич (1979) - Кудаков, Юрий Дмитриевич (1985) - Мадуров, Фёдор Иванович (1982) - Матросов, Юрий Петрович (1986) - Морева, Татьяна Григорьевна (1976) - Орлов, Георгий Фёдорович (1970) - Павлов, Пётр Васильевич (1979) - Петров, Николай Петрович (?) - Сарби, Раиса Васильевна (1987) - Семендер, Юрий Семёнович (1983) | - Серёгина, Ольга Витальевна - Смолин, Анатолий Семенович - Трощенко, Владимир Николаевич - Тургай, Валерий Владимирович - Филиппов, Орест Иванович - Хирбю, Григорий Яковлевич (1967) - Хузангай, Атнер Петрович (1989) - Хузангай, Пётр Петрович (1969) - Чекушкин, Владимир Иванович (1984) - Чураков, Владимир Дмитриевич - Шалунов, Евгений Петрович (1978) - Ювенальев, Юрий Ювенальевич |